# Die Linke im Europäischen Parlament – GUE/NGL/9. Legislaturperiode
Die folgende Liste enthält die Mitglieder der Fraktion Die Linke im Europäischen Parlament – GUE/NGL (bis Ende 2020 Konföderale Fraktion der Vereinten Europäischen Linken/Nordische Grüne Linke) in der 9. Legislaturperiode von 2019 bis 2024. Bei ihrer Konstituierung nach der Europawahl 2019 hatte die Fraktion 41, am Ende der Wahlperiode 37 Mitglieder. Ausgeschiedene Mitglieder sind kursiv gesetzt.
| Land                   | Nationale(s) Partei/Bündnis                                                    | Europapartei                 | Anzahl MdEP | Mitglieder |
| ---------------------- | ------------------------------------------------------------------------------ | ---------------------------- | ----------- | --- |
| Belgien                | Parti du Travail de Belgique (Partei der Arbeit Belgien)                       | –                            | 1/21        | Marc Botenga |
| Dänemark               | Enhedslisten – de rød-grønne (Einheitsliste – die Rot-Grünen)                  | EL                           | 1/14        | Nikolaj Villumsen |
| Deutschland            | Die Linke                                                                      | EL                           | 5/96        | Özlem Demirel, Cornelia Ernst, Martina Michels, Martin Schirdewan, Helmut Scholz |
| Deutschland            | Partei Mensch Umwelt Tierschutz                                                | APEU                         | –           | Martin Buschmann (bis 28. Januar 2020) |
| Finnland               | Vasemmistoliitto (Linksbündnis)                                                | EL (Beobachter)              | 1/14        | Silvia Modig |
| Frankreich             | La France insoumise (Unbeugsames Frankreich)                                   | EL (Beobachter)              | 5/79        | Manon Aubry, Manuel Bompard (bis 28. Juli 2022), Leïla Chaibi, Younous Omarjee (PCR), Anne-Sophie Pelletier, Marina Mesure (seit 29. Juli 2022)                                                       |
| Frankreich             | Gauche républicaine et socialiste (Republikanische und sozialistische Linke)   | EL                           | 1/79        | Emmanuel Maurel |
| Griechenland           | SYRIZA – Enotiko Kinoniko Metopo (SYRIZA – Vereinte Soziale Front)             | EL                           | 2/21        | Konstantinos Arvanitis, Alexis Georgoulis (bis April 2023), Petros S. Kokkalis (bis November 2023), Stelios Kouloglou (bis Oktober 2023), Elena Kountoura, Dimitrios Papadimoulis (bis November 2023) |
| Griechenland           | Unabhängig                                                                     | –                            | 2/21        | Stelios Kouloglou (seit Oktober 2023), Petros S. Kokkalis (von November 2023 bis Februar 2024), Dimitrios Papadimoulis (seit November 2023)                                                           |
| Vereinigtes Königreich | Sinn Féin (Wir selbst)                                                         | –                            | –           | Martina Anderson (mit Ablauf des 31. Januar 2020 ausgeschieden) |
| Irland                 | Sinn Féin (Wir selbst)                                                         | –                            | 1/13        | Matt Carthy (bis 7. Februar 2020), Chris MacManus (seit 6. März 2020) |
| Irland                 | Independents 4 Change (Unabhängige für den Wandel)                             | –                            | 2/13        | Clare Daly, Mick Wallace |
| Irland                 | Unabhängig                                                                     | –                            | 1/13        | Luke Flanagan |
| Niederlande            | Partij voor de Dieren (Partei für die Tiere)                                   | APEU                         | 1/29        | Anja Hazekamp |
| Portugal               | Bloco de Esquerda (Linksblock)                                                 | EL                           | 2/21        | José Gusmão, Marisa Matias (bis 25. März 2024), Anabela Rodrigues (seit 26. März 2024) |
| Portugal               | Partido Comunista Português (Portugiesische Kommunistische Partei)             | —                            | 2/21        | João Ferreira (bis 5. Juli 2021), Sandra Brito Pereira, João Pimenta Lopes (seit 6. Juli 2021) |
| Schweden               | Vänsterpartiet (Linkspartei)                                                   | —                            | 1/21        | Malin Björk |
| Spanien                | Podemos (Wir können)                                                           | EL (individuelle Mitglieder) | 3/59        | Idoia Villanueva, Patricia Caro Maya (seit 30. November 2023), Esther Sanz Selva (seit 21. Dezember 2023)                                                                                             |
| Spanien                | Izquierda Unida (Vereinigte Linke)                                             | EL                           | 1/59        | Sira Rego (bis 20. November 2023), Manu Pineda |
| Spanien                | Anticapitalistas                                                               | EL (individuelles Mitglied)  | 1/59        | Miguel Urbán |
| Spanien                | EH Bildu (Baskenland versammelt)                                               | EFA (individuelles Mitglied) | –           | Pernando Barrena (bis 2. September 2022) |
| Spanien                | Unabhängig                                                                     | EL (individuelles Mitglied)  | 1/59        | María Eugenia Rodríguez Palop |
| Tschechien             | Komunistická strana Čech a Moravy (Kommunistische Partei Böhmens und Mährens)  | EL (Beobachter)              | 1/21        | Kateřina Konečná |
| Zypern                 | Anorthotiko Komma Ergazomenou Laou (Fortschrittspartei des werktätigen Volkes) | EL (Beobachter)              | 2/6         | Giorgos Georgiou, Niyazi Kızılyürek |
| Gesamt                 | Gesamt                                                                         | Gesamt                       | 37/705      | |

- Rot: Mitglieder und Beobachter der Europäischen Linken